# Герсон, Сэмюэль
Сэмюэль Нортон «Сэм» Герсон (англ. Samuel Norton "Sam" Gerson, первоначальное имя Шлойме Гайсин; 30 ноября 1895,  Тимки, Лубенский уезд, Полтавская губерния, Российская Империя — 30 сентября 1972,Филадельфия, Пенсильвания, США) — американский борец вольного стиля, серебряный призёр Олимпийских игр 

## Биография
Этнический еврей, эмигрировал вместе с семьёй в США в 1906 году. Плохо зная английский, он посещал вечернюю школу и работал для оплаты обучения. Скоро он смог учиться в школе старших классов Southern High School, где стал капитаном шахматной команды, которая победила на трёх чемпионатах. Также он был капитаном бейсбольной команды своей школы. В 1916 году он смог получить стипендию на обучение в престижном Пенсильванском университете, где из спорта занимался в основном борьбой.
Самым большим его успехом на американских соревнованиях была победа в 1920 году на турнире борцовской ассоциации между колледжей восточного побережья (где он победил Чарльза Экерли), а затем победа на Среднеатлантическом чемпионате по борьбе.
На Летних Олимпийских играх 1920 года в Антверпене боролся в весовой категории до 60 килограммов (полулёгкий вес). Борьба проходила по правилам Catch As Catch Can, напоминающим правила современной вольной борьбы. Схватка по регламенту турнира продолжалась 10 минут, финальные схватки три раунда по 10 минут. Турнир проводился по системе с выбыванием после поражения; выигравшие во всех схватках боролись в финале, проигравшие в полуфинале боролись за третье место.
Сэмюэль Герсон проиграл в финале своему товарищу по команде Чарльзу Экерли и стал серебряным призёром олимпийских игр. При этом Герсон был всегда убеждён, что судейство в финальной встрече было предвзятым, и он потерпел поражение из-за своего еврейского происхождения.
См: турнирную сетку
По окончании университета стал инженером-химиком, однако всю жизнь занимался спортивной и околоспортивной деятельностью. Он стал создателем Общества олимпийцев США, а затем сыграл немалую роль в создании Всемирной ассоциации олимпийцев. Спортивный историк, занимавшийся историей американского олимпийского движения; посетил много олимпийских игр.
Умер в 1972 году после инфаркта. Утверждается, что инфаркту поспособствовали события на мюнхенской Олимпиаде 1972 года, в ходе которых погибли члены израильской олимпийской сборной, и которые сильно повлияли на Герсона 
Был женат, оставил трёх сыновей.
Член Зала славы еврейского спорта Пенсильвании (2006).